# NGC 6264
NGC 6264 је спирална галаксија у сазвежђу Херкул која се налази на NGC листи објеката дубоког неба.
Деклинација објекта је + 27° 50' 58" а ректасцензија 16h 57m 16,1s. Привидна величина (магнитуда) објекта NGC 6264 износи 14,7 а фотографска магнитуда 15,5. NGC 6264 је још познат и под ознакама MCG 5-40-9, CGCG 169-15, PGC 59306.